# Richard Niederbacher
Richard Niederbacher, né le 7 décembre 1961 à Gleisdorf, est un footballeur autrichien. Il était attaquant et est à ce jour le seul autrichien à avoir joué au Paris Saint-Germain.

## Palmarès personnel
- Champion d'Autriche en 1987
- Vainqueur de la Coupe d'Autriche en 1987
- 4 sélections avec l'équipe d'Autriche

## Parcours d'entraîneur
- sep. 2009-2010 :  DSV Leoben
- 2012-2013 :  SC Neusiedl am See
- sep. 2013-oct. 2014 :  SV Frannach
- oct. 2014-août 2015 :   SC Liezen
- jan. 2016-2016 :  SV Oberwart
- oct. 2016-déc. 2016 :  TUS Gross St. Florian
- 2017-2018 :  USV Albersdorf/Prebuch
- 2018-2020 :  ASK Schlaining
- 2020-2022 :  WSV Liezen